# 英格蘭女子足球超級聯賽
英格蘭女子足球超級聯賽（英語：Women's Super League），簡稱WSL或英女超，現時因贊助商冠名而稱為巴克萊女子超級聯賽，成立於2010年，由英格蘭足球總會營運，為英格蘭最頂級的職業女子足球聯賽，由12支全職業球隊角逐。
2014賽季至2017–18賽季期間，聯賽由兩個級別組成—WSL 1和WSL 2，並為聯賽帶來了升降級制度。2018–19賽季起，WSL 2更名為英格蘭女子冠軍聯賽。
位居榜首頭三名球隊將獲得歐洲女子冠軍聯賽下一賽季的參加資格，最後一名的球隊則降級至英女冠。目前的冠軍是車路士，球隊在2023–24賽季奪得第七次冠軍。

## 歷史

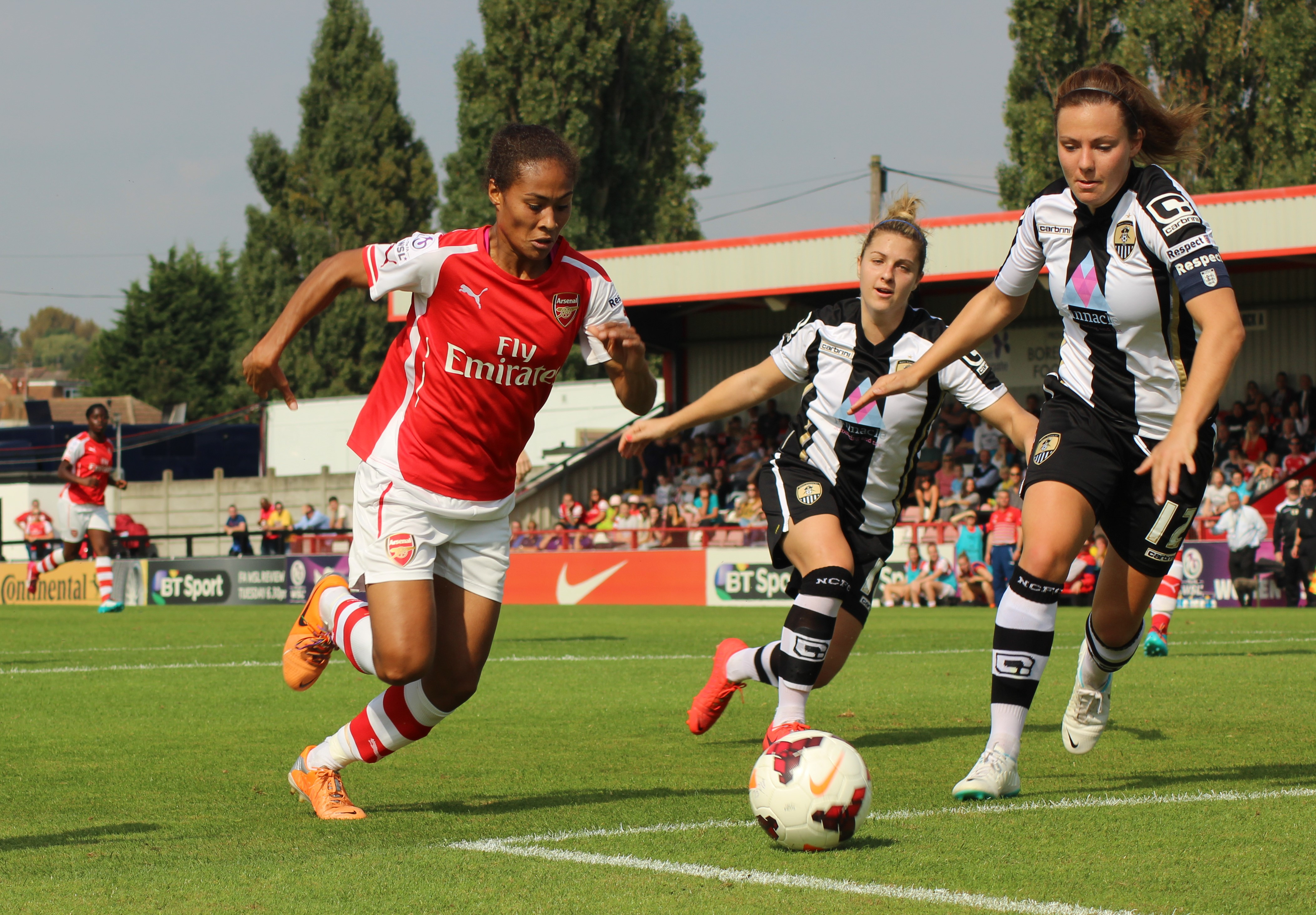
2014年，阿仙奴對陣諾士郡

英女超初時以FA Women's Super League為名，於2010年11月18日英格蘭足球總會宣佈新聯賽命名為FA WSL，並展示新標誌、新品牌及標誌代表女子足球的新方向和作為精英聯賽的感覺，由Corporate Edge負責設計。
首屆賽事原定於2010年舉行，但因全球經濟衰退而延後一年。有16支球隊申請參加首屆賽事，最後選出8支球隊參賽。八支創始球隊包括：、伯明罕、布里斯托學院、車路士、唐卡士打流浪百麗絲、 、列斯聯和利物浦。首個賽季於2011年4月13日在車路士主場帝國球場拉開帷幕：車路士對陣以0–1告負。
2014賽季，新增一個名為FA WSL 2的分區聯賽。WSL 1保持為8支球隊，而WSL 2則有10支包括從WSL 1降級的球隊。曼城首次獲授予WSL 1執照。唐卡士打流浪百麗絲降班至WSL 2，球會後來提出上訴，但沒有成功。
同年12月，聯賽宣布了一項為期兩年的計劃，將WSL 1從8支球隊擴大到11支球隊。兩支球隊在2015賽季結束時從WSL 2升班，而1支球隊在2016賽季結束時降級到WSL 2。此外，一支來自 FA 女子超級聯賽的球隊首次晉級WSL 2，有效地將WSL與英格蘭女子足球聯賽系統的其他部分聯繫起來。
英足總於2016年7月宣布，聯賽將從夏季聯賽轉為冬季聯賽，比賽時間改為在9月至翌年5月進行，以配合英格蘭的傳統足球賽程，導致在2017年產生了一個被縮短的過渡賽季，所有球隊在2月至5月期間比賽。
在2017-18賽季之後，WSL 1更名為英格蘭足球總會女子超級聯賽，首次完全職業化，2018-19賽季共有11支參賽球隊。球隊必須重新申請執照才能在聯賽中獲得席位，亦強制要求俱樂部為其球員提供每周至少16小時的合同，並組建青年學院作為新執照標準等。新特蘭因沒有獲得執照後遭降班至第三級別聯賽，而和則加入了聯賽。聯賽在2019-20 賽季擴大到12支球隊，布里奇沃特聯被制裁後降級，被從英女冠升班的曼聯和托定咸熱刺取代。
2020年5月，因covid-19疫情而提前結束賽季，根據每場比賽的平均分決定排名，車路士被宣佈為該賽季冠軍。
2022年7月，12支球隊首次在EA的足球模擬遊戲《FIFA 23》中登場，薩姆·克爾成為首位登上該遊戲封面的英女超球員。

## 競賽結構
英女超目前由12支球隊組成。最初此聯賽被稱為職業聯賽，每支球隊的前四名球員年薪超過20,000英鎊。然而在2010年11月，英女超確認為半職業級聯賽，僅有少數頂級球員全職受薪。而足球會的年薪預計約為現已解散的美國女子職業足球協會的十分之一。
2011賽季包括從2011年5月12日開始的賽季中期休息，以備戰2011年女足世界杯。賽季於7月初恢復正常，於2011年8月結束。
聯賽賽程結束後，球隊將爭奪另一項淘汰制盃賽——英格蘭足總女子超級聯賽盃。球隊根據地區被分為三個小組，每組六支球隊。小組第一名和表現最好的第二名將獲晉級半決賽。自2015賽季起，女超盃與英女超賽事同步進行。
經過審查，英足總在2017年9月宣布，從2017-18賽季開始，英女超的將進行重組，目標在8到14支球隊之間建立完全職業化的頂級聯賽，以及12支半職業球隊。2018-19賽季起完全職業化。
位居前三的球隊可獲得來屆欧洲女子冠军联赛的參賽資格，最後一名將降級至第二級別的英格蘭女子冠軍聯賽。

## 參賽球隊
2024–25賽季共有12支隊伍參加：
| 球隊       | 所在城市   | 主場           | 容量   | 2023–24賽季成績 |
| ---------- | ---------- | -------------- | ------ | --------------- |
|            | 博勒姆伍德 | 美度公園球場   | 4,502  | 第 3 位         |
| 阿斯頓維拉 | 沃爾索爾   | 貝斯科特球場   | 11,000 | 第 7 位         |
|            |            | 布羅菲爾德球場 | 6,134  | 第 9 位         |
|            |            | 京士美度球場   | 4,850  | 第 1 位         |
|            | 利物浦     | 華靈頓公園球場 | 2,200  | 第 8 位         |
|            |            | 皇權球場       | 32,261 | 第 10 位        |
| 利物浦     | 伯肯黑德   | 普倫頓公園球場 | 16,587 | 第 4 位         |
| 曼城       | 曼徹斯特   | 學院運動場     | 7,000  | 第 2 位         |
| 曼聯       | 利         | 利體育村球場   | 12,000 | 第 5 位         |
| 水晶宮     | 薩頓       | VBS 社區球場   | 5,013  | 英女冠，第 1 位 |
| 熱刺       | 萊頓       | 布里斯班路球場 | 9,271  | 第 6 位         |
|            | 達格納姆   | 維多利亞路球場 | 6,078  | 第 11 位        |

## 歷屆冠軍

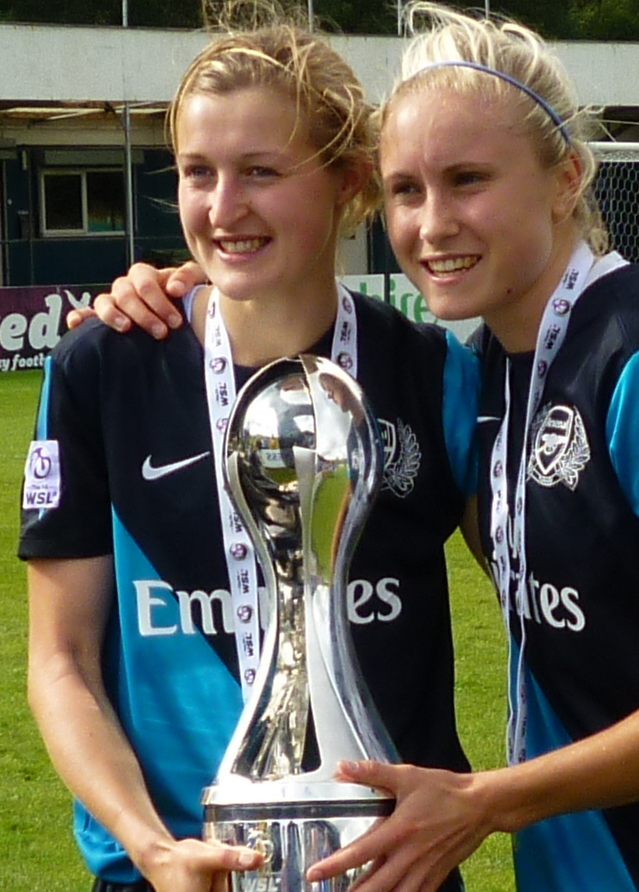
阿森納的埃倫·懷特和斯蒂夫·霍頓和獎盃合影

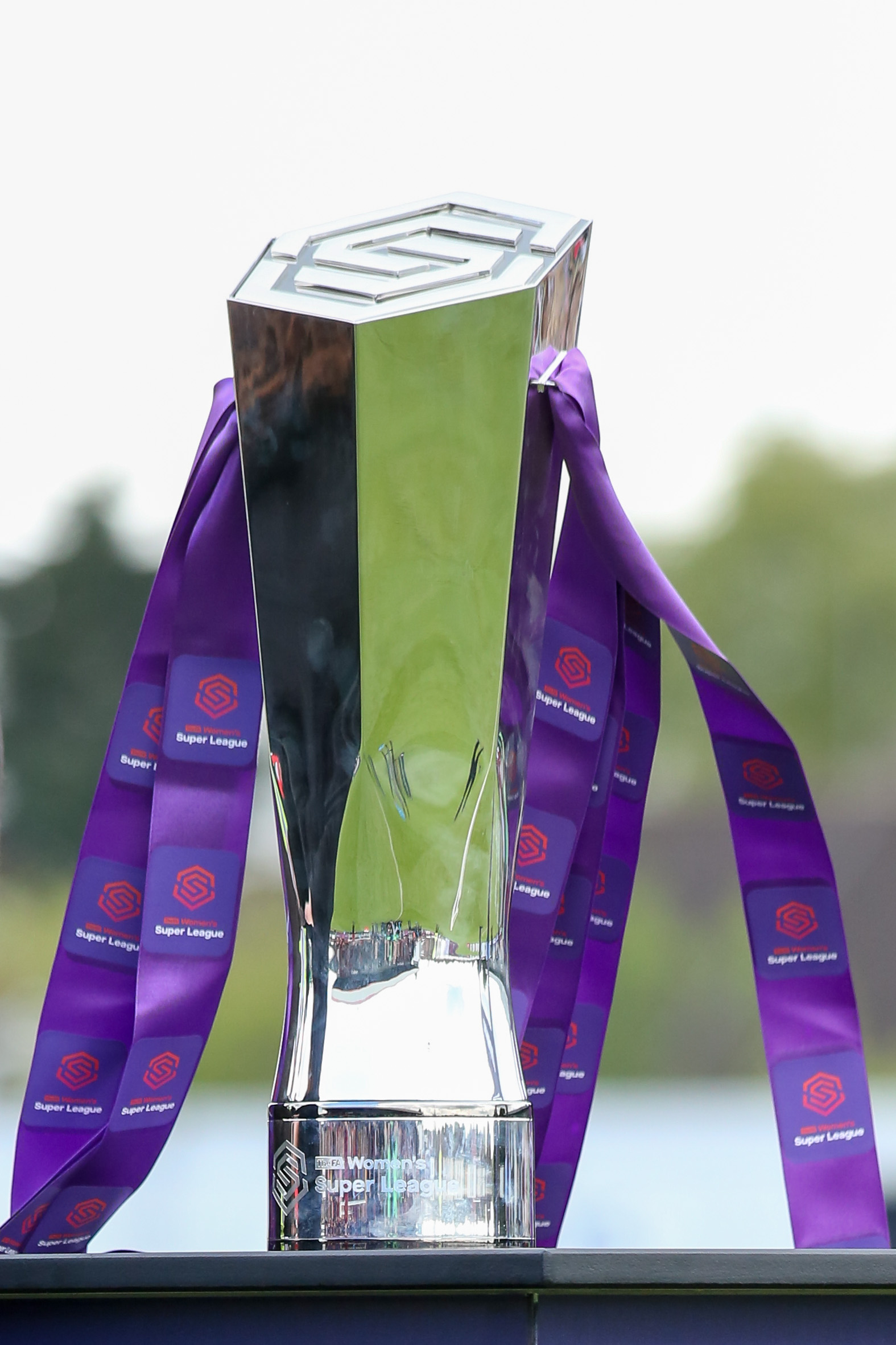
2018-19賽季新鑄造的獎杯

| 球季            | 冠軍   | 亞軍       | 季軍   | 最佳射手                   | 入球 |
| --------------- | ------ | ---------- | ------ | -------------------------- | ---- |
| 2011            | 阿森納 | 伯明罕     |        | 蕾切爾·威廉斯（伯明罕）    | 14   |
| 2012            | 阿森納 | 伯明罕     |        | 金·利特爾（阿森納）        | 11   |
| 2013            | 利物浦 | 布里斯托城 | 阿森納 | 娜塔莎·道維（利物浦）      | 13   |
| 2014            | 利物浦 | 車路士     | 伯明罕 | 卡倫·卡尼（伯明罕）        | 8    |
| 2015            | 車路士 | 曼城       | 阿森納 | 貝絲·米德 （新特蘭）       | 12   |
| 2016            | 曼城   | 車路士     | 阿森納 | 埃妮奧拉·阿盧科（車路士 ） | 9    |
| 2017（短期賽）a | 車路士 | 曼城       | 阿森納 | 弗蘭·柯比（車路士 ）       | 6    |
| 2017–18         | 車路士 | 曼城       | 阿森納 | 埃倫·懷特（伯明罕）        | 15   |
| 2018–19         | 阿森納 | 曼城       | 車路士 | 薇薇安·米德馬（阿森納）    | 22   |
| 2019–20b        | 車路士 | 曼城       | 阿森納 | 薇薇安·米德馬（阿森納）    | 16   |
| 2020–21         | 車路士 | 曼城       | 阿仙奴 | 薩姆·克爾（車路士 ）       | 21   |
| 2021–22         | 車路士 | 阿仙奴     | 曼城   | 薩姆·克爾（車路士 ）       | 20   |
| 2022–23         | 車路士 | 曼聯       | 阿仙奴 |                            |      |
| 2023–24         | 車路士 | 曼城       | 阿仙奴 |                            |      |
| 2024–25         | 車路士 |            |        |                            |      |

## 奪冠次數
| 球隊   | 冠軍 | 奪冠年份                                             |
| ------ | ---- | ---------------------------------------------------- |
| 車路士 | 8    | 2015, 2017, 2018, 2020, 2021, 2022, 2023, 2024, 2025 |
| 阿仙奴 | 3    | 2011, 2012, 2019                                     |
| 利物浦 | 2    | 2013, 2014                                           |
| 曼城   | 1    | 2016                                                 |

a =短期賽的冠軍頭銜不獲官方承認，因為整個賽季幾乎沒有進行比賽。
b =2019–20賽季由於COVID-19疫情嚴重而提前結束，結果根據每場比賽的平均分決定排名。

## 名人堂
2021年9月，英女超宣布首批入選巴克萊女子超級聯賽名人堂的球員，以表彰為英格蘭女子超級聯賽的發展做出重大貢獻的球員。

| 球員        | 參賽年份  | 位置 | 效力球會           | 榮譽 | 年份 |
| ----------- | --------- | ---- | ------------------ | --- | ---- |
| 姬莉·史密芙 | 2012–2017 | 前腰 | 阿仙奴             | 5×英格蘭女子足總盃冠軍 2×英格蘭女子社區盾冠軍 1×歐洲女子冠軍聯賽冠軍 英女超最年長的帽子戲法紀錄保持球員                                                   | 2021 |
| 瑞秋·揚基   | 2011–2017 | 翼鋒 | 阿仙奴             | 2×英女超冠軍 3×英格蘭女子聯賽盃冠軍 | 2021 |
| 法拉·威廉斯 | 2011–2021 | 前腰 | 利物浦 阿仙奴 雷丁 | 1×英格蘭女子足球全國聯賽盃冠軍 1×英格蘭女子足總盃冠軍 2×英女超冠軍 入選為08-09賽季FA Player年度最佳球員                                                   | 2021 |
| 愛瑪·海耶斯 | 2012–至今 | 領隊 | 車路士             | 4×英女超冠軍 2×英格蘭女子足總盃冠軍 2×英格蘭女子聯賽盃冠軍 1×英格蘭女子社區盾冠軍 1×英女超春季短期賽冠軍 入選為19-20賽季和20-21賽季巴萊克英女超的最佳領隊 | 2021 |

## 贊助商
2019年3月，英格蘭足總宣佈巴克萊銀行成為聯賽的冠名贊助商，合約期間（2019年至2022年）聯賽更名為巴克萊女子超級聯賽（Barclays Women's Super League）。據報導，這項為期三年的贊助協議金額超過1000萬英鎊，聯賽冠軍獎金首次達到50萬英鎊。英足總將這筆交易稱為“英國女子運動史上最大的投資”。

## 媒體轉播
截至2020年12月，聯賽賽事透過FA Player、英國電信體育台和BBC（僅限英國）在英國和愛爾蘭地區進行轉播和網上直播，天空體育台也擁有電視轉播權。海外轉播方面，精選賽事會在12個國家播出，包括澳大利亞、加拿大、丹麥、多米尼加共和國、芬蘭、德國、意大利、墨西哥、新西蘭、挪威、瑞典和美國。

## 外部連結
- 官方网站
- WSL at WomensSoccerUnited.com （页面存档备份，存于）